# パサルガダエ
座標: 北緯30度12分0秒 東経53度10分46秒 / 北緯30.20000度 東経53.17944度
パサルガダエ（古代ギリシア語: Πασαργάδαι パサルガダイ、ペルシア語: پاسارگاد パーサールガード）は、アケメネス朝のキュロス2世によって建設された、当時のペルシャ帝国の首都で、キュロス2世の墓が存在する。今日では、ユネスコの世界遺産に登録されている。

## 名称
古代ギリシア語でパサルガダイと呼ばれた。パサルガダエはそのラテン語化した形である。
古代ペルシア語で何と呼ばれていたかは不明であるが、ペルセポリスから発見されたエラム語刻文に「Batrakataš」の名を記していることから、*Pāθra-gadā のような名前だったのではないかと考えられている。

## 遺跡
パサルガダエはペルセポリスの北東87キロメートルに位置し、現在のファールス州にある。パサルガダエは、ペルシャ帝国の最初の首都であり、紀元前546年に、キュロス2世の手によって建設が開始された。しかし、その建設は途上に終わった。というのも、紀元前530年前後の遊牧民マッサゲタイとの戦争中に、キュロス自身が戦死したからである。ダレイオス1世がスーサに遷都するまで、パサルガダエは、ペルシャ帝国の首都として機能した。
パサルガダエ考古遺跡は、1.6平方キロメートルの広さであり、キュロス2世の墓と伝えられる建造物、丘の近くにそびえるタレ・タフト要塞と2つの王室の庭園から構成される。パサルガダエに残る庭園は、イランで最初の四分法に基づいて建設されたペルシャ式庭園である。庭園部分は、パサルガダエ考古遺跡とは別に、2011年、UNESCOの世界遺産に登録された。
パサルガダエの土木工学における最近の研究では、ハカーマニシュ朝の技術者は震度7の地震でも耐えうる設計をパサルガダエに施していた。今日では『免震』（Base Isolation）と呼ぶ方法を用いていたが、この建築方法は、原子力施設で今日も多くの国が採用している方法であり、また、日本のような巨大地震が頻発する国で用いられている免震方法である。
パサルガダエ考古遺跡で最も重要な部分は、キュロス2世のものと伝えられている墳墓である。6段の階段が墳墓へとつながり、墓室は、高さ2.11メートル、幅2.11メートル、奥行き3.17メートルの大きさであり、低くて狭い入り口を持つ。キュロス2世の墳墓という確証はまったく無いわけだが、ギリシャの歴史学者がアレクサンドロス大王がキュロスの墓であると信じていたということを今日に教えてくれている。アレクサンドロスは、ペルセポリスを破壊したときに、キュロス2世の墓を訪問したとされる。2世紀の歴史家であるアッリアノスは、「アレクサンドロスは、彼の部下の戦士であるアリストブレスに墳墓の中に入るように命令した」と記録した。墓の中には、金色のベッド、杯とテーブル、金色の棺桶、高価な宝石がちりばめられた装飾品と墓碑を見つけ出した。現在では、それらの痕跡は無い。
パサルガダエ考古遺跡の建築様式は、同時代のアナトリアの墳墓と強い結びつきがあるという。特にパサルガダエの墳墓は、リディア王クロイソスの父であるアリュアッテス2世の墓とほぼ同じである。しかし、多くの人々がこの主張を斥ける（ヘロドトスの言説に従うと、クロエススは、キュロス2世によるリディア征服の間、除名され、キュロスの宮廷のメンバーのひとりとなっていた）。キュロス2世は、自らの墓を建設するのに、リディアの墓建築の様式を移入したのではないかと推測する学者もいる。
一般にパサルガダエ考古遺跡で発見される芸術作品や建築物は、エラム、バビロニア、アッシリア、古代エジプトからの先例に基づき、かつ、いくらかのアナトリアの影響を受けた形でのペルシャ美術の統合体の一例となっている。
イスラームによるイラン征服時代、アラブ人の軍隊は、パサルガダエ考古遺跡にたどり着いた際に、パサルガダエ考古遺跡を破壊する計画を持っていた。当時の墓守は、アラブ人の軍隊にパサルガダエは、キュロス2世を奉じて作られたのではなく、ソロモン王の母を尊重して作られたとどうにか信じさせる事によって、破壊を回避した。その結果、墓碑は、クルアーンの韻文に取って代わられ、今日では、ソロモン王の母の墓と知られるようになった。

## スィーヴァンドダム建設計画と遺跡
スィーヴァンドという町に、ちなんで名前を付けられたスィーヴァンドダムの問題が、重大な関心事となっている。建設計画が持ち上がって10年以上が経過しているにもかかわらず、イラン文化遺産機構（en:Cultural Heritage Organization of Iran）は、広大な地域での洪水の可能性に関してまったく気にしていない。
パサルガダエ考古遺跡とペルセポリスの間に広がるこの地域は、多くの考古遺跡が存在し、考古学者は、洪水がこれらのUNESCOの世界遺産を破壊する可能性を危惧しているが、ダム建設に従事している科学者は、2つの考古遺跡は、ダムの水位よりも高いところにおかれるように計画してあると主張している。
考古学者が広く共有している関心は、ダム湖によって引き起こされる湿度の増加がもたらす影響である。エネルギー省の大臣は、ダムの水位をコントロールすることで、その問題の解決が可能であると考えている。しかしながら、多くの考古学者は、湿度が慢性的にパサルガダエ考古遺跡の破壊に大きな影響を与えるだろうということで、意見は一致している。
2007年4月19日にダムの建設が開始された。

## ギャラリー

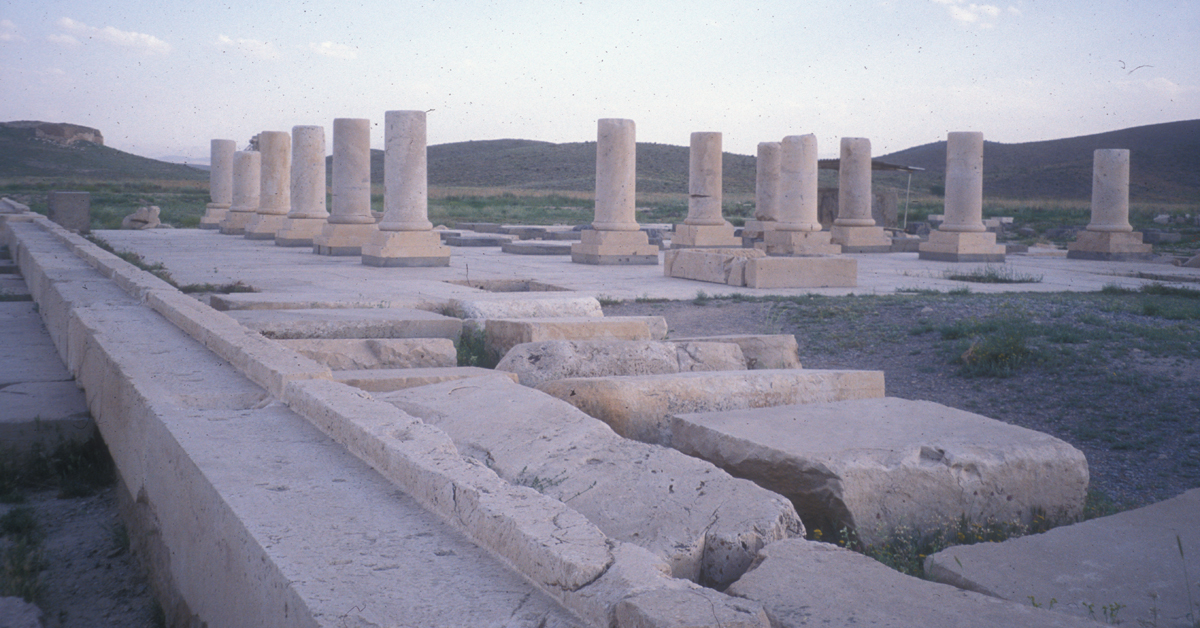
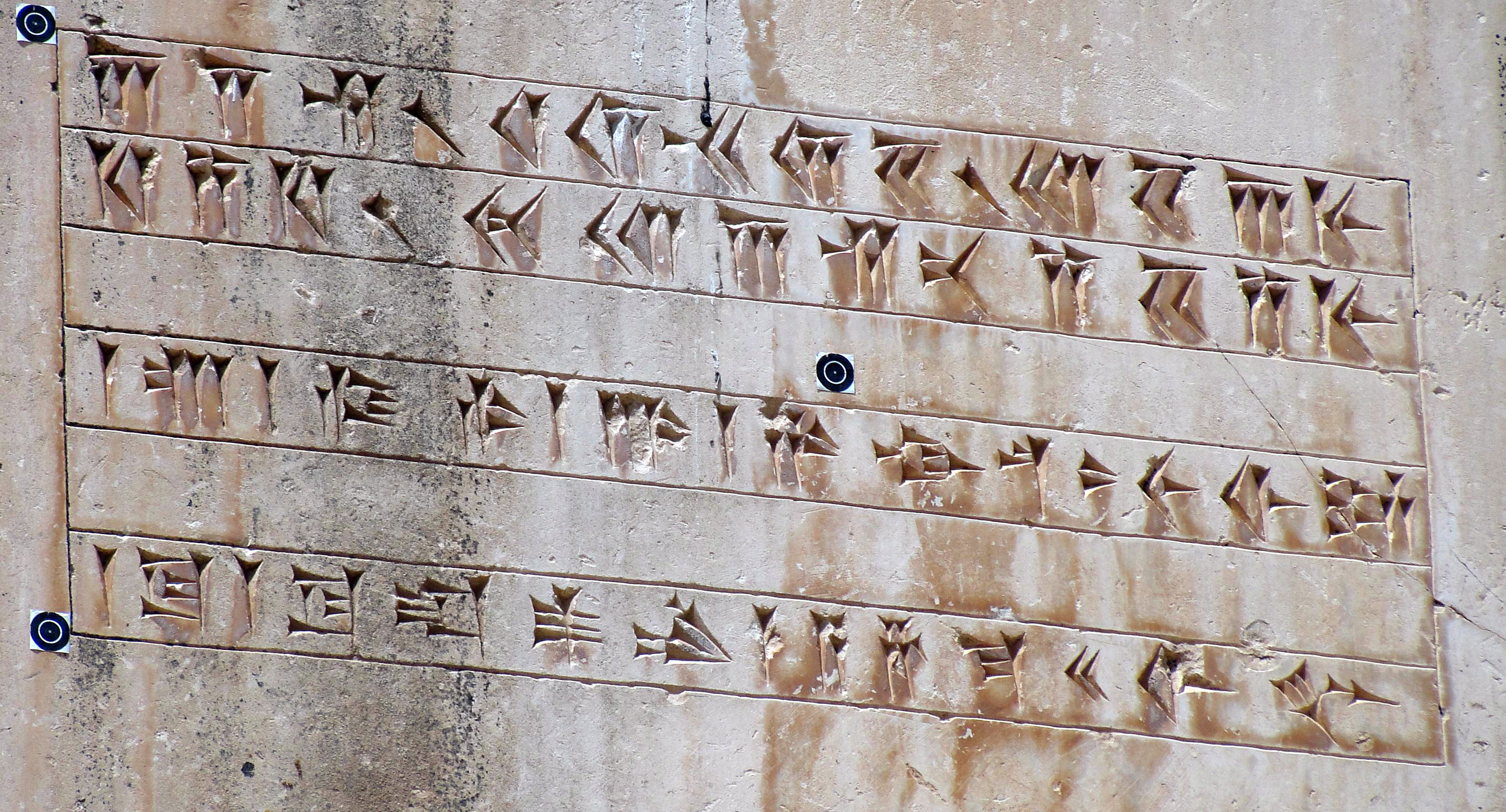
キュロス2世の碑文